# 첸닛 옵라세릿
첸닛 옵라세릿(태국어: เจนนิษฐ์ โอ่ประเสริฐ, 2000년 7월 4일 ~ )은 태국의 가수이다. 태국의 여성 아이돌 그룹 BNK48 팀BIII의 멤버이다.

## BNK48의 참여 곡

### 싱글 선발 악곡

#### BNK48
- 아이타캇타 (会いたかった)
  - 오고에 다이아몬드 (大声ダイアモンド)
  - 365 니치노카미히코우키 (365日の紙飛行機)

- 코이수루 포춘쿠키 (恋するフォーチュンクッキー)
  - BNK48
- 쇼니치 (初日)
  - 사쿠라노하나비라타지 (桜の花びらたち)
  - 나미다서프라이즈 (涙サプライズ)
- 키미와멜로디 (君はメロディ)
- BNK Festival
  - 테모데모노나미다 (てもでもの涙)
- Beginner

AKB48
- 센티멘탈 트레인 (センチメンタルトレイン) 에수록

### 앨범 선발 악곡
BNK48
《RIVER》에 수록
- RIVER

《Jabaja》에 수록
- 자바자 (ジャバジャ)
- บ๊ายบาย…นายพลาสติก (Kami7 Go Green)

## 출연

### 영화
- 2008년 - Pad Wan Plaek Khon[1]
- 2018년 - BNK48: Girls Don't Cry[2]
- 2019년 - Where we belong[3]